# Pleister (medisch)

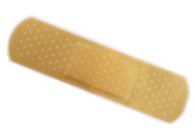
Pleister

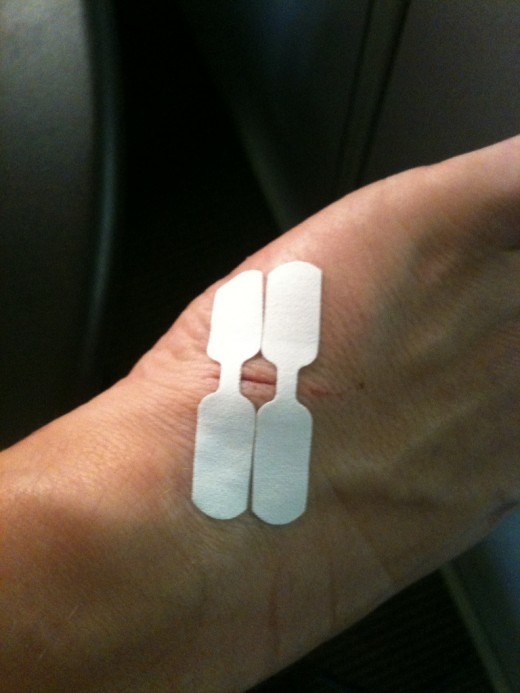
Wondhechtstrips ('zwaluwstaartjes')

Een pleister is een band, aan één kant van kleefstof voorzien, die gebruikt wordt om verbanden op hun plaats te houden. Men spreekt ook wel van kleefpleister.
Pleister wordt verkocht op rollen in diverse lengten en breedten.
Ook is de term gangbaar voor een gaaspleisterverband of wondpleister, dat een brede kleefband is, in het midden voorzien van een absorberend gaaskompres. Wondpleister kan gebruikt worden om kleine bloedingen te stelpen en om te voorkomen dat vuil in kleine wondjes komt.
Pleister of kleefpleister wordt ook weleens gebruikt ter voorkoming van schuring tussen het lichaam en kleding of schoeisel. Hier kan dan ook speciale sporttape voor gebruikt worden.
Een speciale soort is de trekpleister. Dit is een pleister die met bepaalde stoffen (bijvoorbeeld terpentijn, trekzalf, mosterd- of kamferolie) geprepareerd is en die bij huidontstekingen en steenpuisten de afvoer van pus kan bespoedigen.
Een andere variant is de wondhechtstrip of het zwaluwstaartje, een pleister die enigszins de vorm van een vlinder met opengevouwen vleugels heeft (vandaar de Engelse benaming butterfly closure) en die bedoeld is om de randen van kleine (snij)wonden bij elkaar te houden (te 'hechten') zonder dit met naald en draad te hoeven doen.
Alle soorten pleisters zijn medische hulpmiddelen en zijn verkrijgbaar bij apotheek en drogist, maar ook in gewone supermarkten.